# Astrangia
Astrangia is een geslacht van koralen uit de familie van de Rhizangiidae.

## Soorten
- Astrangia atrata (Dennant, 1906)
- Astrangia browni Palmer, 1928
- Astrangia californica Durham & Barnard, 1952
- Astrangia conferta Verrill, 1870
- Astrangia costata Verrill, 1866
- Astrangia dentata Verrill, 1866
- Astrangia equatorialis Durham & Barnard, 1952
- Astrangia haimei Verrill, 1866
- Astrangia howardi Durham & Barnard, 1952
- Astrangia macrodentata Thiel, 1940
- Astrangia mercatoris Thiel, 1941
- Astrangia poculata (Ellis & Solander, 1786)
- Astrangia rathbuni Vaughan, 1906
- Astrangia solitaria (Lesueur, 1817)
- Astrangia woodsi Wells, 1955